# Nicolas Lormeau
Nicolas Lormeau est un acteur français, sociétaire de la Comédie-Française.
Né le 2 août 1965, Ancien élève du Conservatoire national supérieur d'art dramatique dans les classes de Denise Bonnal, Daniel Mesguich et Jean-Pierre Vincent, il a également prêté sa voix à Colin Firth dans la version française du Journal de Bridget Jones.
En 2015, il participe au court-métrage de Cyprien Iov sur YouTube : Le Hater.

## Théâtre

### Comédie-Française
Entrée à la Comédie-Française le 15 juin 1996
Sociétaire le 1er janvier 2014
526e sociétaire

#### Comédien
- 1996 : Les Fausses Confidences de Marivaux, mise en scène Jean-Pierre Miquel, salle Richelieu
- 1997 : La Vie parisienne de Jacques Offenbach, mise en scène Daniel Mesguich, salle Richelieu
- 1998 : Le Ping-pong d'Arthur Adamov, mise en scène Gilles Chavassieux, théâtre du Vieux-Colombier
- 1999 : Le Mariage forcé de Molière, mise en scène Andrzej Seweryn, salle Richelieu
- 2000 : Amorphe d'Ottenburg de Jean-Claude Grumberg, mise en scène Jean-Michel Ribes, salle Richelieu
- 2002 : Courteline au Grand-Guignol d'après Un client sérieux de Georges Courteline et La Tueuse d'André-Paul Antoine, mise en scène Nicolas Lormeau, Studio-théâtre : Willy
- 2004 : Les Fables de La Fontaine, mise en scène Bob Wilson, salle Richelieu
- 2008 : Le Mariage forcé de Molière et Lully, mise en scène Pierre Pradinas, Studio-théâtre
- 2009 : Ubu roi d'Alfred Jarry, mise en scène Jean-Pierre Vincent, salle Richelieu
- 2009 : Les affaires sont les affaires d'Octave Mirbeau, mise en scène Marc Paquien, Vieux-Colombier
- 2010 : Paroles, pas de rôle / Vaudeville, mise en scène Peter Van Den Eede, Matthias de Koning et Damiaan de Schrijver, Vieux-Colombier
- 2010 : Les Oiseaux d'Aristophane, mise en scène Alfredo Arias, salle Richelieu
- 2010 : Le Mariage forcé de Molière et Lully, mise en scène Pierre Pradinas, Studio-théâtre
- 2010 : Cyrano de Bergerac d'Edmond Rostand, mise en scène Denis Podalydès, salle Richelieu
- 2010 : L'Avare de Molière, mise en scène Catherine Hiegel, salle Richelieu
- 2010 : La Confession d'un enfant du siècle d'Alfred de Musset, Studio-théâtre
- 2010 : Le Mariage de Nicolas Gogol, mise en scène Lilo Baur, Vieux-Colombier
- 2011 : Les affaires sont les affaires d'Octave Mirbeau, mise en scène Marc Paquien, Vieux-Colombier
- 2011 : Ubu roi d'Alfred Jarry, mise en scène Jean-Pierre Vincent, salle Richelieu : un conspirateur / un ancêtre / Pile
- 2011 : L'Avare de Molière, mise en scène Catherine Hiegel, salle Richelieu : maitre Simon / le commissaire (en alternance)
- 2012 : Le Malade imaginaire de Molière, mise en scène Claude Stratz, théâtre Éphémère : Thomas Diafoirus (en alternance)
- 2012 : Un chapeau de paille d'Italie d'Eugène Labiche, mise en scène Giorgio Barberio Corsetti, salle Richelieu : Tardiveau
- 2013 : Le Système Ribadier de Georges Feydeau, mise en scène Zabou Breitman, Vieux-Colombier : Savinet
- 2017 : La Résistible Ascension d'Arturo Ui de Bertolt Brecht, mise en scène Katharina Thalbach, Salle Richelieu
- 2018 : L'Heureux Stratagème de Marivaux, mise en scène Emmanuel Daumas, Théâtre du Vieux-Colombier
- 2019 : Le Voyage de G. Mastorna d’après Federico Fellini, mise en scène Marie Rémond, Théâtre du Vieux-Colombier
- 2019 : La Vie de Galilée de Bertolt Brecht, mise en scène Eric Ruf, Salle Richelieu
- 2020 : Les Forçats de la route d'Albert Londres, mise en scène Nicolas Lormeau
- 2021 : La Cerisaie de Anton Tchekhov, mise en scène Clément Hervieu-Léger, Salle Richelieu
- 2022 : Le Misanthrope de Molière, mise en scène Clément Hervieu-Léger, Salle Richelieu
- 2022 : L'Avare de Molière, mise en scène Lilo Baur, Salle Richelieu
- 2022 : Les Fourberies de Scapin de Molière, mise en scène Denis Podalydès, Salle Richelieu
- 2022 : Le Bourgeois gentilhomme de Molière, mise en scène Valérie Lesort et Christian Hecq, Salle Richelieu
- 2023 : La mort de Danton de Georg Büchner, mise en scène Simon Delétang, Salle Richelieu
- 2023 : Le Chien - Les Contes du chat perché de Marcel Aymé, mise en scène Raphaëlle Saudinos et Véronique Vella, Studio-Théâtre
- 2023 : L'Opéra de quat'sous de Bertolt Brecht et Kurt Weill, mise en scène Thomas Ostermeier, Festival international d'art lyrique d'Aix-en-Provence puis Salle Richelieu
- 2023 : Cyrano de Bergerac d'Edmond Rostand, mise en scène Emmanuel Daumas, Salle Richelieu
- 2025 : Une mouette d'après Anton Tchekhov, mise en scène Elsa Granat, Salle Richelieu

#### En tant que metteur en scène
- 2002 : Courteline au Grand-Guignol, Studio-théâtre
- 2013 : Hernani de Victor Hugo, Vieux-Colombier

## Filmographie
- 1987 : Le 51221 de Roger Guillot : Dominique, un conducteur de train stagiaire[1]
- 2015 : Le Hater de Théodore Bonnet : Père de Félix
- 2015 : Sketchs de Golden Moustache
- 2017 : Presque adultes, épisode 3 : l'oncle de Natoo

## Doublage

### Films
- 2000 : Hamlet : Laërte (Liev Schreiber)
- 2001 : Le Journal de Bridget Jones : Mark Darcy (Colin Firth)
- 2003 : Calendar Girls : Lawrence (Philip Glenister)
- 2008 : Jackpot : Mason (Jason Sudeikis)

### Séries télévisées
- Mark Pellegrino dans :
  - Dexter 2007-2008) : Paul Bennett
  - Chuck (2008 et 2012) : Edgar
  - Les Experts (2009) :
  - Supernatural (2009-2018) : Nick / Lucifer
  - Quantico (2015-2016) : Clayton Haas